# Un día en las carreras
Un día en las carreras (A Day at the Races) es una película cómica estadounidense de 1937 y la séptima de los Hermanos Marx.

## Argumento
La propietaria de un hospital (Maureen O'Sullivan), se encuentra en una delicada situación financiera, por lo que se ve obligada a depender del dinero de una millonaria (Margaret Dumont) o ceder el negocio a un magnate avaricioso. Pero aparecen en escena los hermanos Marx encabezados por Groucho Marx, veterinario que se hace pasar por doctor para ayudar a mantener en el hospital a la hipocondriaca ricachona.

## Números musicales
- "Tomorrow Is Another Day"
- "Cosi Cosa"
- "All God's Chillun Got Rhythm"
- "Nobody Knows the Trouble I've Seen"
- "A Message from the Man in the Moon"

En algunos de ellos, interviene la cantante Ivie Anderson.